# Hervé This
Hervé This (1955 en Suresnes) es un físico-químico francés que trabaja en el Institut national de la recherche agronomique. También es director científico de la Fondation Science & Culture Alimentaire, de la Académie des sciences, así como consejero científico de la revista Pour la Science. 
Publicó varios libros sobre la ciencia de las transformaciones moleculares en la cocina, disciplina científica que él mismo creó en el año 1988 en colaboración con el físico húngaro Nicholas Kurti, bajo el nombre de "gastronomía molecular". En sus libros, explica por qué los alimentos exhiben algunas propiedades que son, a priori, difíciles de predecir. Por ejemplo, determinó que la carne puede cocinarse durante 24 horas sin endurecerse, pero es necesaria una temperatura de cocción precisa, que determinó después de varias pruebas.
Estudió en el Lycée Janson de Sailly de París. 